# Íris Hólm
Íris Hólm, est une chanteuse islandaise.

## Biographie
Elle participe à l'émission de télé réalité The X Factor version islandaise et obtient la 4e place, dans un duo appelé "Gís".
Iris est membre du groupe de musique Bermudes et de la bande Elektra en tant que chanteuse et Disc Jockey.
En 2010, elle a participé à la présélection de l'Islande pour le concours Eurovision de la chanson, en interprétant "The one". Elle a terminé à la 3e place du concours qui a été remporté par Hera Björk. En 1999, elle participe à nouveau à la présélection de l'Islande au Concours Eurovision de la chanson, qui est remporté par Selma, et dont Iris  fini 2e. En 2012, elle tente encore une fois sa chance mais n'est toujours pas sélectionnée.